# 旭町 (町田市)
旭町（あさひまち）は、東京都町田市の町名。現行行政地名は旭町一丁目から三丁目（住居表示区域）。郵便番号は194-0023。

## 地理
町田市のほぼ中央部に位置する。南東に中町、南西に森野、北西に木曽東、北から東にかけては本町田と接している。
本町田との境界付近と、そこから中町地内の町田高校の裏側を経て原町田にかけては相模野台地の外縁となっており、ほぼ平坦な旭町・中町・原町田に比べ、本町田側は深い谷戸や小高い里山の繰り返される多摩丘陵の地形となる。
中部から南東部にかけては町田市民病院・町田警察署・町田郵便局・町田中央公園（サン町田旭体育館・町田市民球場・町田中央公園テニスコート）などの公共施設や官庁が並ぶ他、協和キリンやデンカなどの集まる小規模な工業団地で占められており、1丁目の一部と3丁目の半分ほどが都市計画の用途地域で工業地域に指定されている。

### 地価
住宅地の地価は、2014年（平成26年）1月1日の公示地価によれば、旭町1-21-23の地点で21万3000円/m2となっている。

## 歴史

### 地名の由来
市営球場（現・町田市民球場）に朝日がよくあたることから名づけられた。

### 沿革
- 1966年（昭和41年）7月1日 - 住居表示の実施により、旭町一〜三丁目を新設[8]。
  - 旭町一丁目 - 木曽町と本町田と原町田のそれぞれ一部より新設[9]。
  - 旭町二丁目 - 木曽町と本町田のそれぞれ一部より新設。
  - 旭町三丁目 - 本町田の一部より新設。

## 世帯数と人口
2018年（平成30年）1月1日現在の世帯数と人口は以下の通りである。
| 丁目       | 世帯数    | 人口    |
| ---------- | --------- | ------- |
| 旭町一丁目 | 951世帯   | 1,782人 |
| 旭町二丁目 | 519世帯   | 1,045人 |
| 旭町三丁目 | 1,032世帯 | 2,133人 |
| 計         | 2,502世帯 | 4,960人 |

## 小・中学校の学区
市立小・中学校に通う場合、学区は以下の通りとなる。
| 丁目       | 番・番地等  | 小学校                 | 中学校                 |
| ---------- | ----------- | ---------------------- | ---------------------- |
| 旭町一丁目 | 全域        | 町田市立町田第一小学校 | 町田市立町田第一中学校 |
| 旭町二丁目 | 1〜8番 15番 | 町田市立町田第四小学校 | 町田市立町田第一中学校 |
| 旭町二丁目 | 9～14番     | 町田市立町田第四小学校 | 町田市立町田第三中学校 |
| 旭町三丁目 | 全域        | 町田市立町田第三小学校 | 町田市立町田第一中学校 |

## 交通

### 鉄道
小田急小田原線・JR横浜線の町田駅が最寄駅である。

### 路線バス
神奈川中央交通により、以下の路線が運行されている。
- 旧町田街道の「市民病院前」バス停留所などから町田バスセンター行き（一部便は町田ターミナル行き）、鶴川駅行き、淵野辺駅北口行き、橋本駅北口行き（一部便は多摩境駅経由）などがある。
- 鎌倉街道の「町田郵便局前」バス停留所などから町田バスセンター行き（一部便は町田ターミナル行き）、町田駅行き、鶴川駅行きなどがある。

### 道路

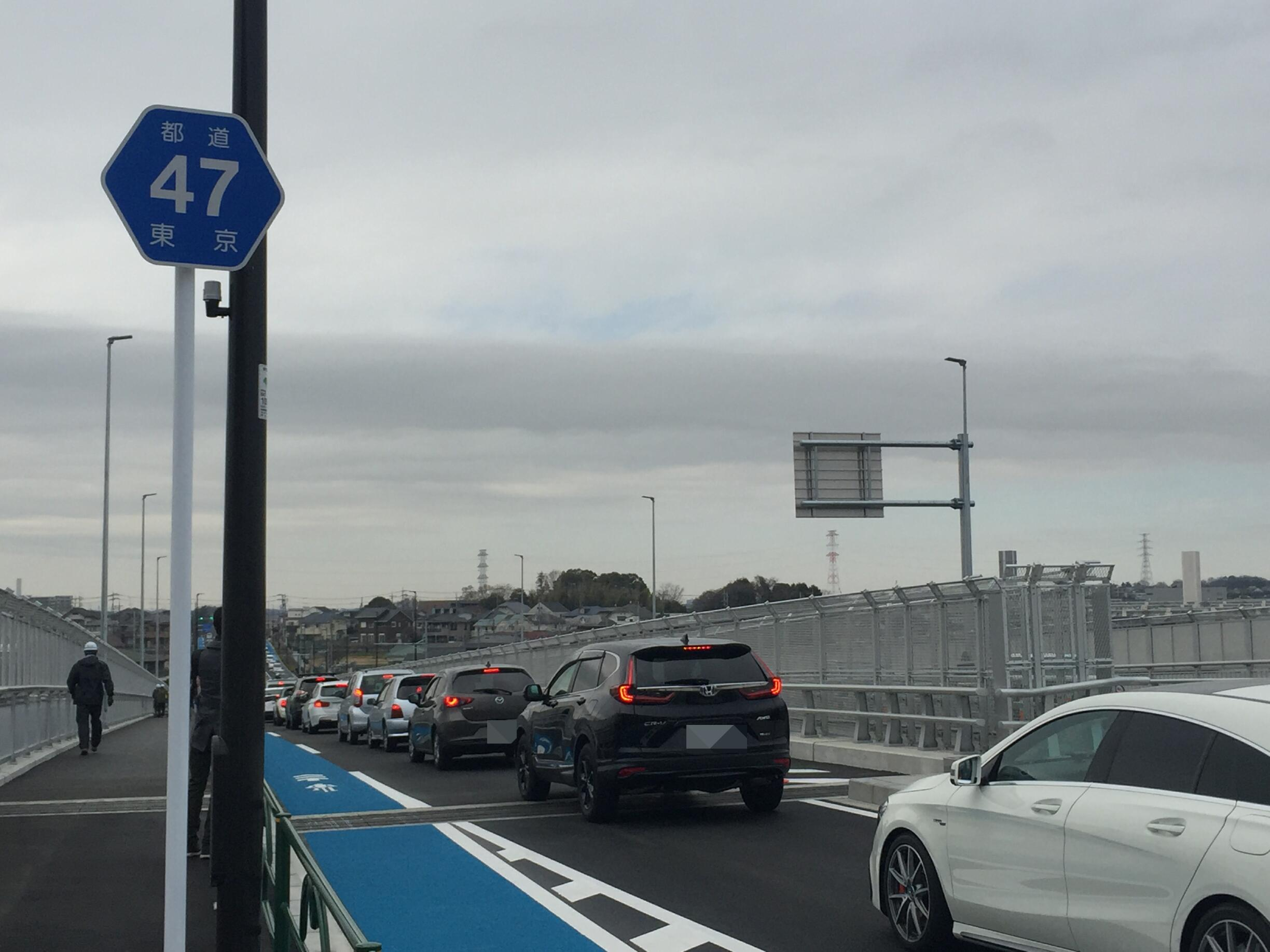
都道47号 旭町大橋

- 東京都道47号八王子町田線（町田街道・旧町田街道）
- 東京都道3号世田谷町田線（鶴川街道）
- 東京都道18号府中町田線（鎌倉街道）
- 東京都道52号相模原町田線（鎌倉街道）

## 施設

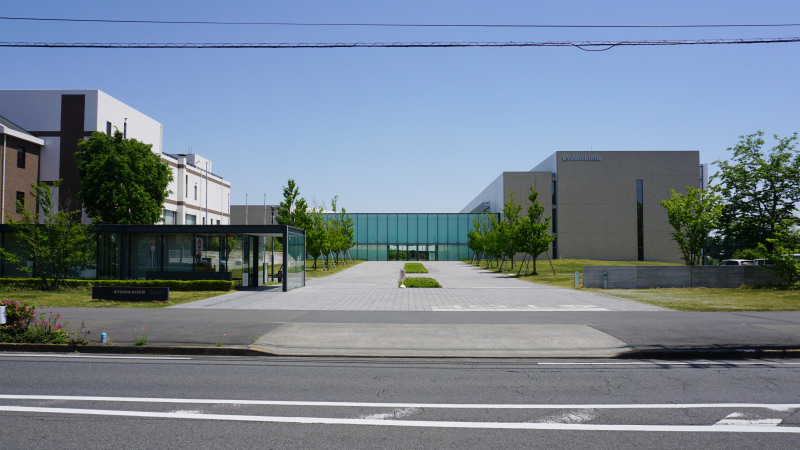
協和キリン 東京リサーチパーク

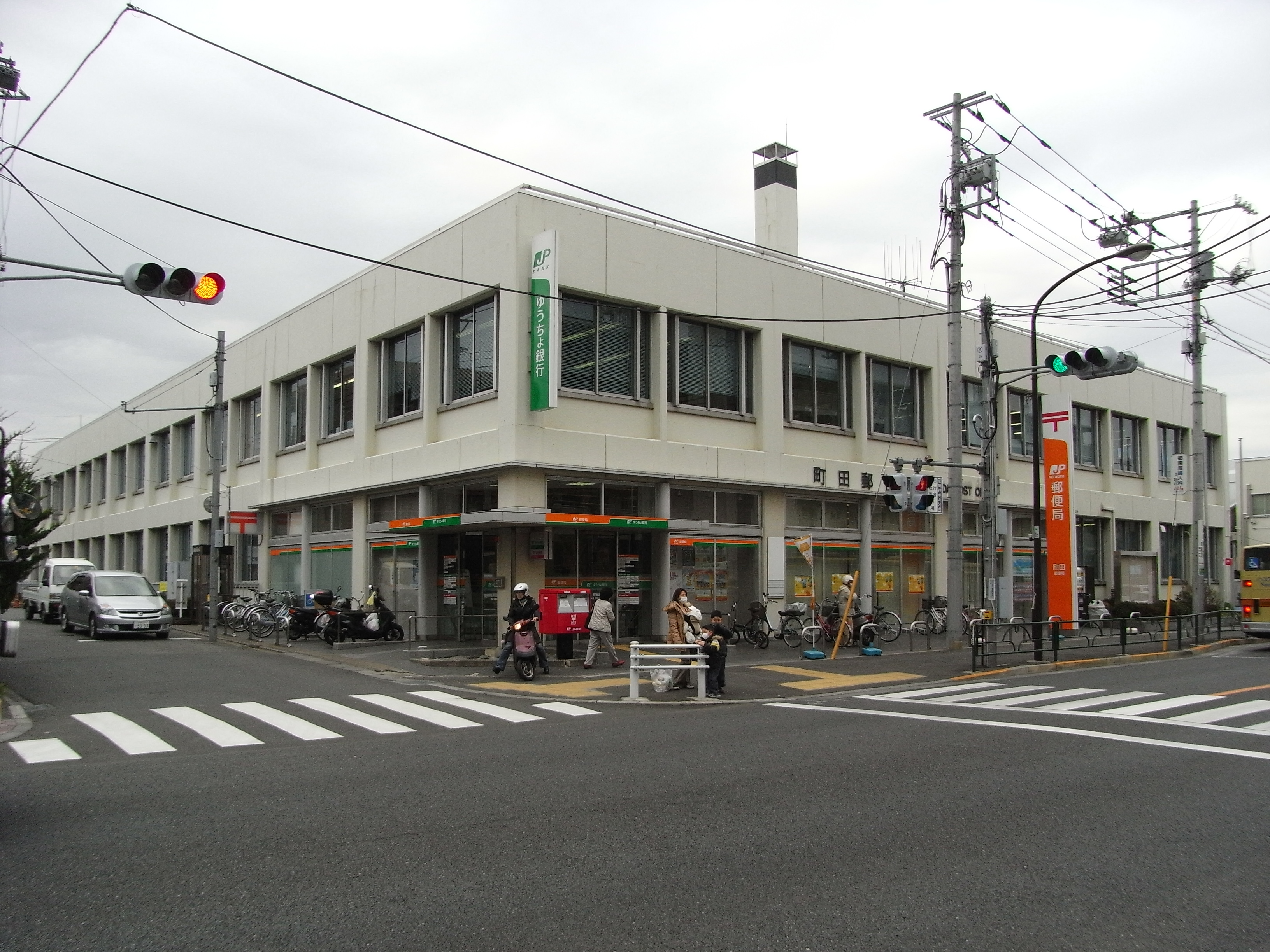
町田郵便局

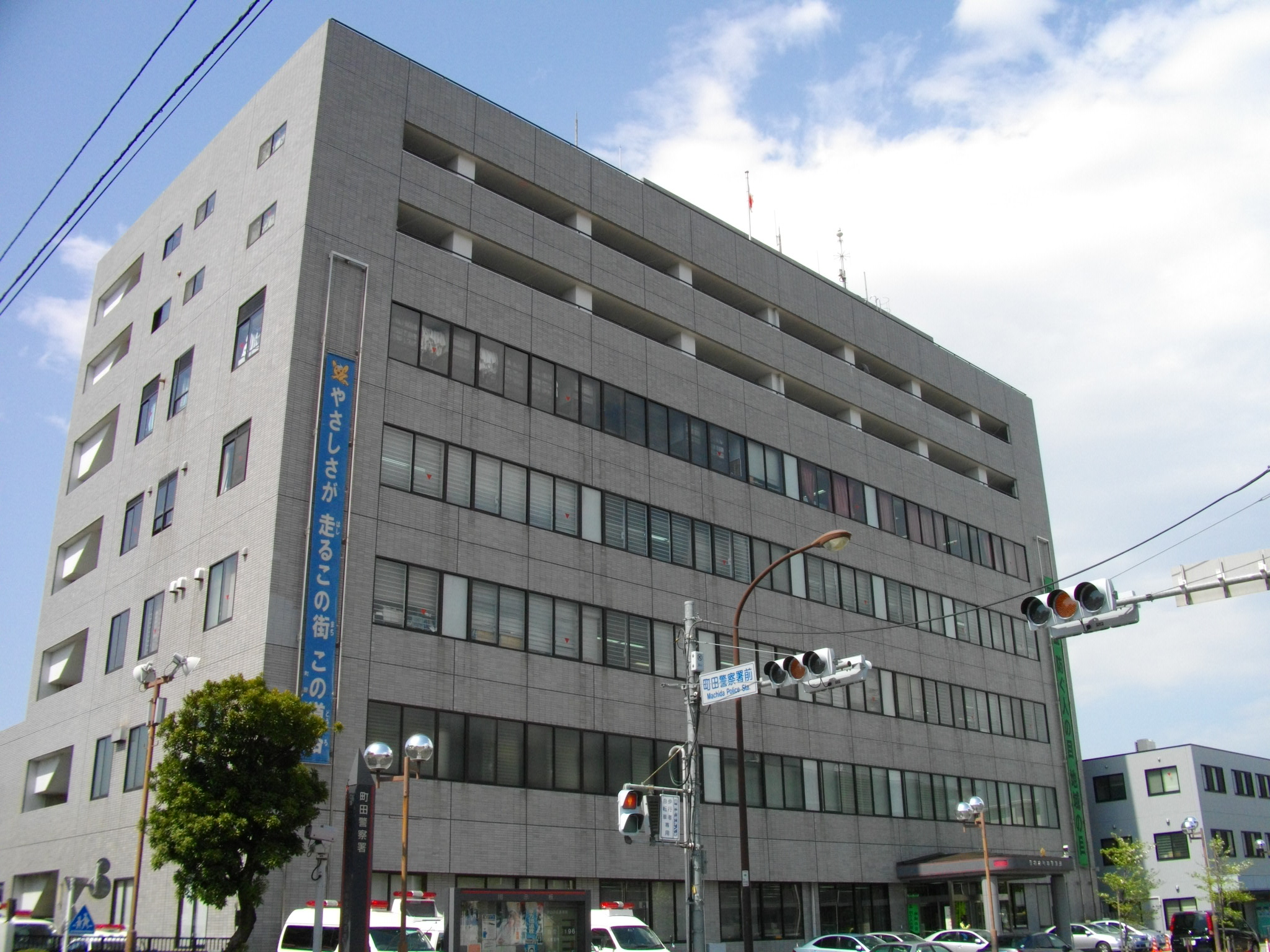
町田警察署

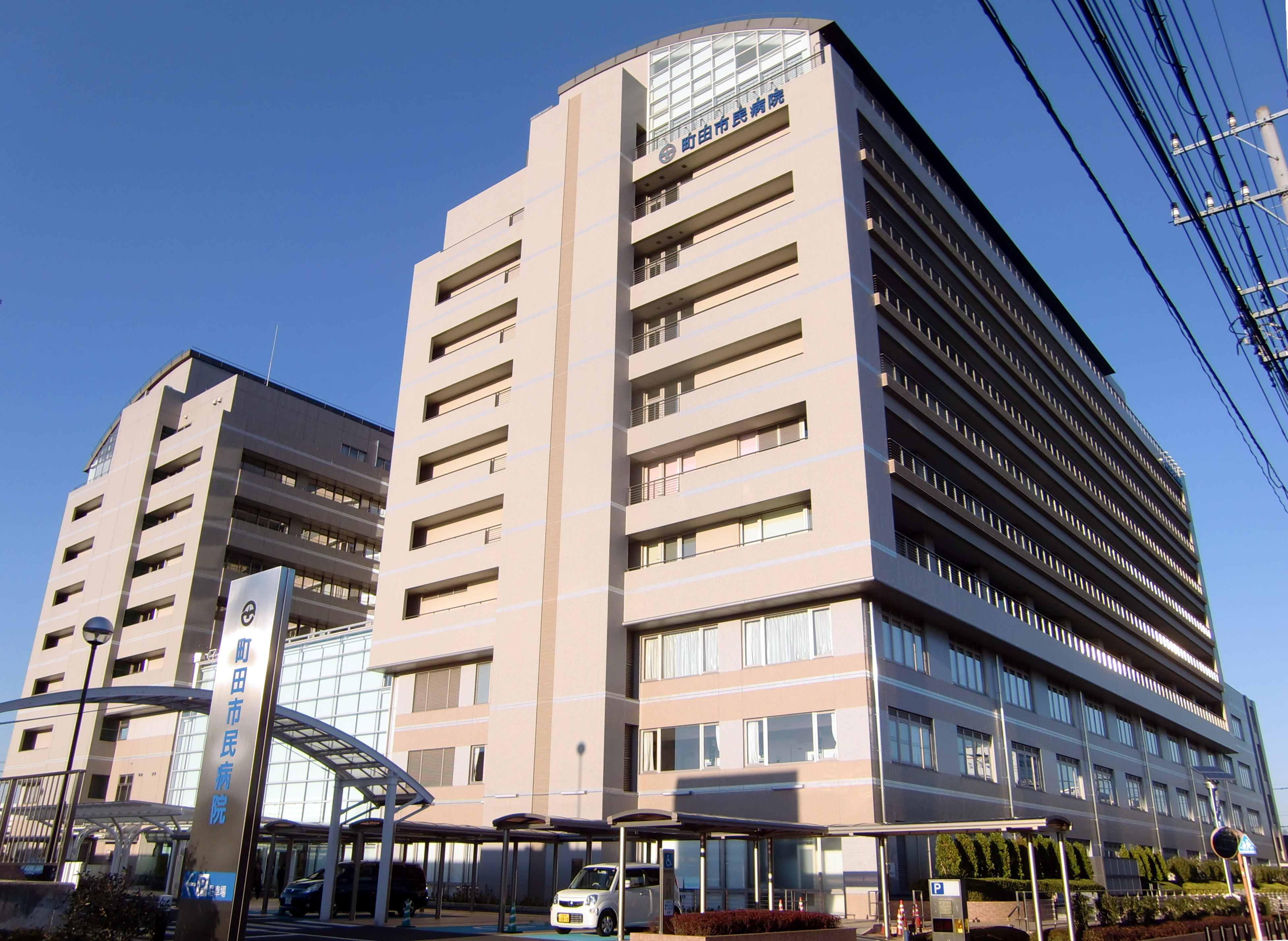
町田市民病院

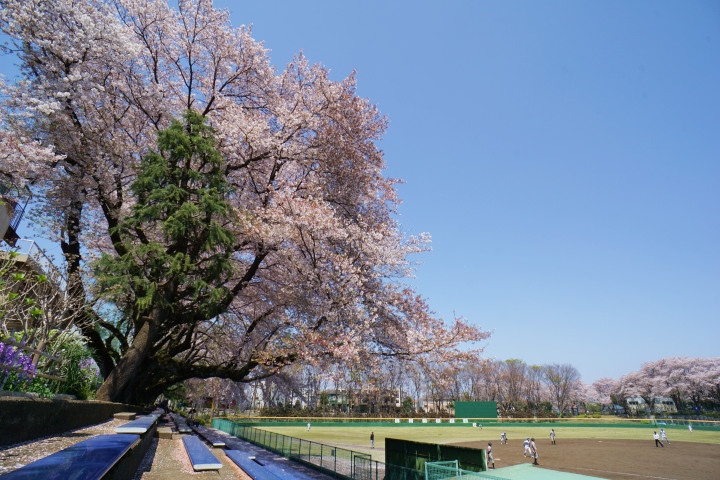
町田中央公園

行政
- 東京都水道局滝の沢給水所
- 警視庁町田警察署

企業・研究所
- 協和キリン 東京リサーチパーク
- デンカ デンカイノベーションセンター
- セントラル警備保障 東京研修センター
- アバールデータ 本社・町田事業所
- 岡直三郎商店 本社
- 東京電力パワーグリッド木曽変電所

商業
- ままともプラザ町田
  - ロピア
  - スギ薬局
- オートバックス町田店

金融機関
- ゆうちょ銀行町田店（町田郵便局内）

郵便局
- 町田郵便局

病院
- 町田市民病院
- 町田胃腸病院

公園・スポーツ施設
- 町田中央公園
  - サン町田旭体育館
  - 町田市民球場
  - 町田中央公園テニスコート